# Þrymheimr
Þrymheimr (Thrymheim) est la résidence de Thjazi, un géant (jötunn), dans la mythologie nordique. Elle est située dans le Jötunheim, le royaume des géants. Son nom signifie « maison bruyante » en vieux norrois. Thjazi a déjà enlevé la déesse Idunn et la garda dans Þrymheimr. Après la mort de Thjazi, la demeure fut habitée par sa fille, la déesse Skadi.